# Edwardsia maroccana
Edwardsia maroccana is een zeeanemonensoort uit de familie Edwardsiidae.
Edwardsia maroccana is voor het eerst wetenschappelijk beschreven door Carlgren in 1931.